# Участие Сальвадора в операции ООН в Мали
Участие Сальвадора в операции ООН в Мали — одна из операций вооружённых сил Сальвадора за пределами страны. 

## История
После военного переворота в Мали весной 2012 года, 11 января 2013 года Франция начала на территории страны военную операцию "Сервал". 25 апреля 2013 года Совет Безопасности ООН принял резолюцию № 2100 о проведении комплексной операции по стабилизации обстановки в Мали (MINUSMA).
После того, как в августе 2013 года правительство Нигерии вывело из Мали свой миротворческий контингент (1200 военнослужащих), общая численность войск ООН сократилась (до 5800 человек к 2014 году) и обстановка в стране осложнилась. Руководство ООН обратилось с просьбой к мировому сообществу выделить в Мали дополнительные силы.
В феврале 2015 года правительство Сальвадора объявило о присоединении страны к миротворческой операции ООН в Мали и отправке в состав миротворческих сил ООН в Мали 90 военнослужащих. Сальвадорский контингент включал в себя авиаотряд "Torogoz" (три вертолёта MD 500 и пилоты), авиатехников (отряд UAAT), медицинский персонал и подразделение охраны. Местом базирования контингента стал аэропорт в городе Тимбукту.
Участие сальвадорского контингента в операции финансировала ООН, выделявшая 15,5 млн. долларов США в год. Доставка военнослужащих из Сальвадора в Мали осуществлялась на зафрахтованных ООН самолётах иностранных авиакомпаний, а каждому военнослужащему Сальвадора (независимо от звания и занимаемой должности) выплачивалась зарплата (до июля 2019 года составлявшая 1428 долларов США, в дальнейшем она была уменьшена)
14 апреля 2018 года свыше 30 боевиков атаковали военную базу сил ООН "Super Camp" в районе аэропорта Тимбукту - сначала базу обстреляли из миномётов, затем окружавшая базу стена была проломлена взрывами двух автомашин со взрывчаткой, после чего на территорию базы попыталась проникнуть группа из примерно 30 боевиков, одетых в военную форму, напоминавшую униформу военнослужащих войск ООН и армии Мали. Находившиеся на базе военнослужащие MINUSMA (из Франции, Буркина-Фасо и США) вступили с бой с нападавшими, на помощь им прилетел вертолёт сальвадорского контингента, но экипаж не смог оказать помощь, так как у них не получилось идентифицировать защитников базы и атакующих боевиков. Потери сил ООН составили 1 человека убитым из контингента Буркина-Фасо и 7 человек (в том числе, два военнослужащих США) ранеными; также были ранены четверо военнослужащих Франции, не входившие в состав сил ООН. Потери нападавших составили 15 человек убитыми.
Только в период с начала участия в операции в 2015 году до 11 августа 2019 года в операции в Мали участвовали 200 военнослужащих Сальвадора, 12 августа 2019 года в Мали были отправлены ещё 90 военнослужащих. По количеству участвовавших в операции военнослужащих и продолжительности, она стала крупнейшей из операций ООН, в которых участвовали вооружённые силы Сальвадора.
29 ноября 2019 года при выполнении полёта в районе города Гао разбился вертолёт MD.500E военно-воздушных сил Сальвадора, из двух находившихся на борту членов экипажа пострадал один человек (второй пилот, лейтенант Mario Sánchez Romano).
В мае 2020 года пилот Carlos Moisés Guillén Alfaro из состава сальвадорского миротворческого контингента MINUSMA умер от коронавируса COVID-19.
29 января 2023 года заболела и 13 февраля 2023 года - умерла в больнице в городе Бамако после прекращения сердечной деятельности капитан ВВС Сальвадора María Elena Mendoza Quan de Rivas (имевшая специальность пилота ВВС, но в сальвадорском миротворческом контингенте MINUSMA с октября 2021 года работавшая на административной должности). 
30 июня 2023 года Совет Безопасности ООН единогласно принял резолюцию о завершении миссии ООН в Мали.

## Потери
По официальным данным ООН, в ходе операции погиб 1 военнослужащий Сальвадора.
Фактические потери составляют двух военнослужащих погибшими; кроме того, потери ранеными и травмированными составляют не менее 1 человека.

## Память
В музее военной истории в Сан-Сальвадоре в зале о заграничных операциях вооружённых сил Сальвадора создана выставка, посвящённая участию войск Сальвадора в миротворческой операции ООН в Мали. Помимо фотоснимков в зале представлены образцы униформы и снаряжения, использовавшегося сальвадорскими военнослужащими (голубой берет миротворцев ООН, лётный комбинезон и шлем пилота).